# Interessenbekundungsverfahren
Das Interessenbekundungsverfahren ist ein Verfahren zur Markterhebung, ob eine staatliche Leistung nicht auch durch private Anbieter erbracht werden kann.

## Rechtsgrundlagen
Der Begriff ist in § 7 Abs. 2 Bundeshaushaltsordnung (BHO) niedergelegt. Hier heißt es:
„Für alle finanzwirksamen Maßnahmen sind angemessene Wirtschaftlichkeitsuntersuchungen durchzuführen. Dabei ist auch die mit den Maßnahmen verbundene Risikoverteilung zu berücksichtigen. In geeigneten Fällen ist privaten Anbietern die Möglichkeit zu geben darzulegen, ob und inwieweit sie staatliche Aufgaben oder öffentlichen Zwecken dienende wirtschaftliche Tätigkeiten nicht ebenso gut oder besser erbringen können (Interessenbekundungsverfahren).“
In fünf Bundesländern existieren in den Landeshaushaltsordnungen Parallelvorschriften zu Interessenbekundungsverfahren, in Berlin § 7 Abs. 2 LHO Bln., in Brandenburg § 7 Abs. 2 LHO Bbg., in Hamburg § 7 Abs. 3 LHO HH, in Thüringen § 7 Abs. 3 Thür. LHO und seit 2007 in Schleswig-Holstein § 7 Abs. 2 LHO SH.

## Anwendungsbereich
In Interessenbekundungsverfahren ist "in geeigneten Fällen" privaten Anbietern die Möglichkeit zu geben, darzulegen, ob und inwieweit sie staatliche Aufgaben oder öffentlichen Zwecken dienende wirtschaftliche Tätigkeiten nicht ebenso gut oder besser erbringen können (§ 7 Abs. 2 Satz 3 BHO). "In geeigneten Fällen" soll klarstellen, dass ein Interessenbekundungsverfahren nicht stattfinden muss, wenn die Erfüllung der in Rede stehenden Aufgabe durch Private aus tatsächlichen oder rechtlichen Gründen nicht in Betracht kommt.

## Verfahrensdurchführung
Wie Interessenbekundungsverfahren durchzuführen sind, ist in der Bundeshaushaltsordnung nicht im Einzelnen geregelt. Anhaltspunkte enthält die Verwaltungsvorschrift Nr. 3 zu § 7 BHO. Nach ihr erfordert das Interessenbekundungsverfahren in einem ersten Schritt eine Erkundung des Marktes nach wettbewerblichen Grundsätzen. Das Ergebnis der Markterkundung ist mit den Varianten staatlicher Lösungen zu vergleichen, um eine wirtschaftliche Bewertung zu gewährleisten. Ist die Entscheidung zugunsten einer (wirtschaftlicheren) privaten Lösung gefallen, so kann in einem zweiten Schritt ein öffentliches Vergabeverfahren durchgeführt werden (z. B. eine Ausschreibung).

## Praxis
Ein Beispiel für die Anwendung eines Interessenbekundungsverfahrens ist die Erhebung von Angeboten für den Schienenpersonennahverkehr auf der Strecke Hamburg-Lübeck, der bis 2008 noch im Rahmen eines allgemeinen Verkehrsdurchführungsvertrags von der vormals staatlichen Deutschen Bahn erbracht wird.
Weitere Beispiele sind die Interessenbekundungsverfahren zur historischen Mitte Berlins (1997/98), zum BOS-Digitalfunk (2001), zur HafenCity Hamburg (2003), zum Reichstagspavillon (2004), zum FIFA-Fanfest WM-Fanmeile Berlin (2006), zum Strandbad Wannsee (2007) und zur einheitlichen Behördenrufnummer „115“ (2007).